# Вітні-Пойнт (Нью-Йорк)
Вітні-Пойнт (англ. Whitney Point) — селище (англ. village) в США, в окрузі Брум штату Нью-Йорк. Населення — 960 осіб (2020).

## Географія
Вітні-Пойнт розташоване за координатами 42°19′50″ пн. ш. 75°58′18″ зх. д. / 42.33056° пн. ш. 75.97167° зх. д. (42.330600, -75.971750).  За даними Бюро перепису населення США в 2010 році селище мало площу 2,88 км², з яких 2,70 км² — суходіл та 0,18 км² — водойми.

## Демографія
Згідно з переписом 2010 року, у селищі мешкали 964 особи в 377 домогосподарствах у складі 242 родин. Густота населення становила 334 особи/км².  Було 411 помешкання (143/км²).
Расовий склад населення:
| - 95,7 % — білих - 0,5 % — азіатів - 0,4 % — чорних або афроамериканців - 1,2 % — осіб інших рас |

До двох чи більше рас належало 2,1 %. Частка іспаномовних становила 3,1 % від усіх жителів.
За віковим діапазоном населення розподілялося таким чином: 25,6 % — особи молодші 18 років, 60,3 % — особи у віці 18—64 років, 14,1 % — особи у віці 65 років та старші. Медіана віку мешканця становила 35,7 року. На 100 осіб жіночої статі у селищі припадало 90,9 чоловіків;  на 100 жінок у віці від 18 років та старших — 82,9 чоловіків також старших 18 років.
Середній дохід на одне домашнє господарство  становив 57 625 доларів США (медіана — 44 297), а середній дохід на одну сім'ю — 65 712 долари (медіана — 57 232). За межею бідності перебувало 24,9 % осіб, у тому числі 40,1 % дітей у віці до 18 років та 9,8 % осіб у віці 65 років та старших.
Цивільне працевлаштоване населення становило 456 осіб. Основні галузі зайнятості: освіта, охорона здоров'я та соціальна допомога — 25,4 %, роздрібна торгівля — 24,3 %, мистецтво, розваги та відпочинок — 9,9 %, виробництво — 8,8 %.